# Bitka jamborov
Bitka jamborov (arabsko مَعْرَكَة ذَات الصَّوَارِي, latinizirano: Maʿrakat Dhāt al-Ṣawārī) je bila pomorska bitka leta 655 med Rašidunskim kalifatom pod poveljstvom Abu al-Avarja in Bizantinskim cesarstvom pod poveljstvom cesarja Konstansa II. (vladal 641–668). 
Bitka je bila del najzgodnejše kampanje sirijskega guvernerja Muavije, ki je nameraval doseči Carigrad, in velja za prvi odločilni spopad muslimanov na morju.

## Datiranje
Al-Tabari omenja dva možna datuma te pomorske bitke: leta 651–652 (31 po hidžri), ki ga je povzel po al-Vakidiju, in leto 654–655 (34 po hidžri), ki ga je povzel po Abu Mašarju al-Sindiju. Kroniki Armenca Sebeosa in Bizantinca Teofana se skladata s slednjim datumom.

## Ozadje
V 650. letih je Rašidunski kalifat dokončal osvajanje Sasanidskega cesarstva in uspešno nadaljeval širitev na ozemlje Bizantinskega cesarstva. Leta 645 je kalif Osman za guvernerja Egipta imenoval Abdalaha ibn Sada, ki je zamenjal napol neodvisnega Amra ibn al-Asa, in leta 649 dovolil Muaviji, da  napade otok Ciper. Uspeh te kampanje je postavil temelje za pomorske dejavnosti egiptovske vlade. Abdalah ibn Sad je zgradil močno mornarico in se izkazal kot spreten pomorski poveljnik. Pod njim je muslimanska mornarica dosegla številne pomorske zmage, vključno z odbitjem bizantinskega protinapada na Aleksandrijo leta 646.
Leta 654 se je Muavija odpravil na pohod v Kapadokijo, medtem ko je njegova flota pod poveljstvom Abdul Avarja plula vzdolž južne obale Anatolije. Cesar Konstans II. se je proti slednji odpravil z veliko floto.

## Bitka
Floti  sta se srečali v bližini gore Feniks v Likiji. Po pisanju kronista Teofana Spovednika iz 9. stoletja je cesar Konstans noč pred bitko sanjal, da je v Solunu. Tolmač sanj mu je to razložil kot namig, da bo bolj verjetno zmagal nasprotnik.
Al-Tabari opisuje, da so bile bizantinske in arabske ladje zaradi razburkanega morja razvrščene v vrste in med seboj povezane, da bi omogočile boj na blizu. Arabci so v bitki zmagali, čeprav so bile izgube na obeh straneh velike. Konstansu je komaj uspelo pobegniti v Carigrad, po Teofanu tako, da se je preoblekel v uniformo enega od svojih častnikov.

## Posledice
Tako rašidunska kot bizantinska flota sta utrpeli velike izgube. Muslimanska zmaga je bila kljub temu pomemben dogodek v pomorski zgodovini Sredozemskega morja, ki je dolgo veljalo za "Rimsko jezero". Morje je postalo žarišče spora med mornaricama vzhajajočega Rašidunskega kalifata in Vzhodnega rimskega cesarstva. 
V naslednjih desetletjih so muslimani izkoristili svojo prevlado v Sredozemlju, prišli do Sicilije in zgradili trdnjave v zahodni Evropi. Zmaga je nesporno tudi utrla pot muslimanski širitvi vzdolž obale severne Afrike.